# Faiz Muhammad Khan Talpur II
Faiz Muhammad Khan Talpur II (Khairpur, 5 gennaio 1913 – Khairpur, 1954) è stato un principe indiano.
È stato Mir di Khairpur dal 1935 al 1947.

## Biografia
Figlio del mir Ali Nawaz Khan Talpur studiò al Mayo College di Ajmer., succedette al padre al trono di Khairpur alla morte di questi il 25 dicembre 1935 e venne incoronato al Faiz Mahal di Khairpur. Sposò Dulhan Pasha Begum, figlia del nawab Moin-ud-Daula ad Hyderabad nel 1932.
Fu deposto dalle autorità britanniche il 19 luglio 1947 perché giudicato mentalmente instabile.Gli succedette al trono il suo unico figlio, George Ali Murad Khan II Talpur. Morì nel 1954.